# NGC 5005
NGC 5005 (còn được biết với tên là Caldwell 29) là một thiên hà xoắn ốc nằm trong chòm sao Lạp Khuyển. Thiên hà này có một nhân tương đối sáng. Cái đĩa thiên hà cũng nó cũng khá sáng và có chứa một vài làn bụi. Độ sáng bề mặt của nó cao nên những nhà thiên văn nghiệp dư có thể quan sát nó với một kính thiên văn nghiệp dư.
Các phương pháp xác định khoảng cách của NGC 5005 với chúng ta cho ra khoảng cách xấp xỉ. Khoảng cách này thay đổi từ 13,7 mega parsec (45 triệu năm ánh sáng) đến 34,6 mega parsec (113 triệu năm ánh sáng). Tóm lại, khoảng cách trung bình thu được từ các phương pháp là 20 mega parsec (65 triệu năm ánh sáng).

## Nhân
Nhân thiên hà của nó là một nhân phát xạ hạt nhân ion hóa thấp. Hạt nhân của nó chứ khí ion hóa yếu. Nguồn năng lượng cung cấp cho sự phát xạ của nó đã được tranh luận rất gay gắt. Có giả thyết cho rằng 
nó được cung cấp năng lượng bởi một nhân thiên hà hoạt động mà có chứa một lỗ đen siêu khối lượng. Giả thuyết khác cho rằng nó được cung cấp năng lượng bởi các hoạt động của sự hình thành sao.

## Thiên thể đồng hành
NGC 5005 và NGC 5033 là một cặp thiên hà về mặt vật lí. Hai thiên hà này ảnh hưởng với nhau một cách yếu ớt do chúng chưa đủ gần để bị biến dạng bởi lực thủy triều thiên hà của sự tương tác hấp dẫn.